# Mieminger Plateau

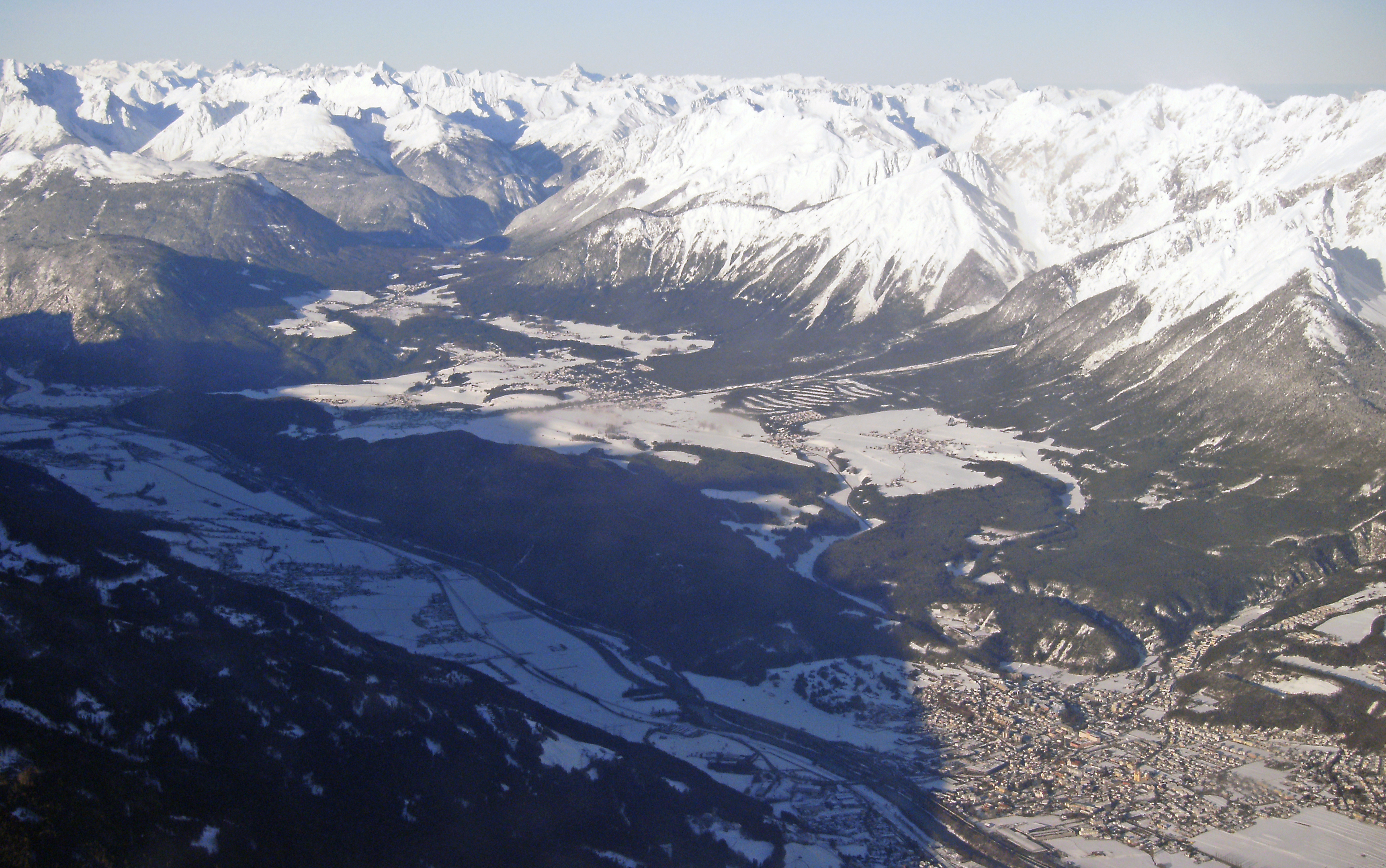
het Mieminger Plateau

Het Mieminger Plateau is een middelgebergteterras, gelegen tussen 850 en 1000 meter hoogte boven het Oberinntal in de Oostenrijkse deelstaat Tirol, aan de zuidzijde van het Miemingergebergte. De hoogvlakte heeft een lengte van veertien kilometer en is vier kilometer breed. Tot bij de hellingen bij Telfs en Mötz is er een groot verval van 200 meter tot in het Inndal. In het westen eindigt het plateau bij de bergpas Holzleithensattel, waar de straat verder het Gurgltal inloopt richting de Fernpas. Dit traject werd ook reeds in de tijd van de Romeinen gebruikt als transportroute in de richting van Augsburg.
Op het terras liggen de gemeenten Wildermieming, Mieming en Obsteig. Het gebied wordt gekenmerkt door kleinschalige veeteelt en akkerbouw, die worden afgewisseld met bos. Een groot aantal fiets- en wandelroutes en langlaufroutes in de winter maken van het plateau een geliefd recreatiegebied.